# Eerste Kamerverkiezingen 2019/Kandidatenlijst/PvdA
De kandidatenlijst voor de Eerste Kamerverkiezingen van 2019 van de lijst  Partij van de Arbeid (P.v.d.A.) (lijstnummer 6) is na controle door de Kiesraad als volgt vastgesteld:
1. Vos M.L. (Mei Li) (v), Amsterdam
2. Sent E.M. (Esther-Mirjam) (v), Nijmegen
3. Crone F.J.M. (Ferd) (m), Leeuwarden
4. Nooren J.E.A.M. (Jopie) (v), Linschoten
5. Koole R.A. (Ruud) (m), Oegstgeest
6. Recourt J. (Jeroen) (m), Haarlem
7. Karakus H. (Hamit) (m), Rotterdam
8. Fiers M.C.T. (Mary) (v), Eindhoven
9. Norder J.M. (Marnix) (m), Rijswijk
10. van Zandbrink W.W. (Wouter) (m), Aagtekerke
11. Westerveld M. (Mies) (v), Rotterdam
12. Ramsodit N.U. (Artie) (v), Haarlem
13. Verheijen L.H.J. (Lambert) (m), Nijmegen
14. Op de Laak B.M.T.J. (Birgit) (v), Horst
15. Knottnerus J.A. (André) (m), Maastricht
16. Yap M.S. (Michael) (m), Roosendaal
17. Lunsing J.R. (Jan) (m), Groningen
18. Khamkhami J. (Jaouad) (m), Nootdorp
19. ter Horst G. (Guusje) (v), Amsterdam

VVD · PVV · CDA · D66 · GroenLinks · SP · PvdA · ChristenUnie · Partij voor de Dieren · 50PLUS · SGP · DENK · FVD · Blanco lijst 15 · OSF
1946 · 1948 · 1951 · 1952 · 1955 · 1956 (I) · 1956 (II) · 1960 · 1963 · 1966 · 1969 · 1971 · 1974 · 1977 · 1980 · 1981 · 1983 · 1986 · 1987 · 1991 · 1995 · 1999 · 2003 · 2007 · 2011 · 2015 · 2019 · 2023